# Лікарня «Найтінгейл» у Лондоні
Лікарня «Найтінгейл» у Лондоні Національної служби охорони здоров'я Англії (англ. NHS Nightingale Hospital London) — перша тимчасова лікарня, створена національною службою охорони здоров'я Англії у 2020 році в рамках заходів боротьби з поширенням COVID-19. Вона була побудована у Виставковому центрі Лондона у Східному Лондоні. Лікарня була швидко спланована та побудована, офіційно відкрита 3 квітня та прийняла перших хворих 7 квітня 2020 року. Під час першої хвилі епідемії вона прийняла 54 хворих, а під час другої хвилі епідемії використовувалася для обслуговування хворих, у яких не було COVID-19, і для вакцинації. Вона була закрита у квітні 2021 року.

## Передумови
Щоб збільшити потужність реанімаційних відділень під час епідемії COVID-19 в Англії, та лікувати хворих на COVID-19, було розроблено плани щодо створення додаткових тимчасових лікарень для тих, хто потребує лікування та догляду. Вони були названі «Лікарні Найтінгейл» на честь Флоренс Найтінгейл, яка прославилася як військова медсестра під час Кримської війни, та вважається засновницею сучасного медсестринської справи.

## Історія

### Планування та будівництво
21 і 22 березня 2020 року військові планувальники та співробітники Національної служби охорони здоров'я Англії відвідали Виставковий центр Лондона, виставковий та конференц-центр у районі Кастом-Хауз у Ньюгемі у Східному Лондоні, щоб визначити, чи можуть збройні сили підтримати проведення заходів служби охорони здоров'я проти спалаху хвороби. Міністр охорони здоров'я Метью Генкок 24 березня на прес-брифінгу оголосив про плани створення лікарні. Будівництвом лікарні мали керувати співробітники служби охорони здоров'я та волонтери, а 700 військовослужбовців надавали матеріально-технічну допомогу.
Об'єкт було сплановано та побудовано спільно з британськими збройними силами та британською архітекторною компанією BDP, а місією керувала штаб-квартира постійного об'єднаного командування в Олдершоті, яка координує місії зі стійкості у Великій Британії. Головним підрядником виступила Канадська федерація студентів-інженерів.
Заклад був офіційно відкритий 3 квітня 2020 року принцом Уельським Чарльзом (через відеозвязок) на церемонії, під час якої головна медсестра лікарні відкрила пам'ятну дошку. Перші хворі були прийняті 7 квітня.
У телевізійній медичній драмі «Голбі Сіті» на знімальному майданчику використовуються апарати штучної вентиляції легень, які були подаровані лікарні.

### Перша хвиля (березень-травень 2020 року)
За час першої хвилі епідемії COVID-19 у Великій Британії лікарня пролікувала лише 54 хворих. Існуючі стаціонарні лікарні успішно зуміли збільшити свої можливості інтенсивної терапії, щоб відповідати зростаючим вимогам епідемії, і в результаті лікарня «Найтінгейл» була надлишковою.
21 квітня 2020 року газета «The Guardian» повідомила, що персонал лікарні стверджував, що лікарня «була змушена відмовляти людям, які потребують догляду, оскільки вона не може отримати достатньо медсестер, які зазвичай працюють в інших лікарнях, щоб працювати в новій лікарні». Це твердження було спростовано представником міністерства охорони здоров'я та соціального забезпечення, який заявив, що жодному хворому з коронавірусом не було відмовлено в лікуванні через нестачу персоналу, оскільки нова лікарня повинна була забезпечити потребу в ліжках при переповненні існуючих лікарень, якщо це буде потрібно.

### Друга хвиля та вакцинація (січень 2021)
Під час другої хвилі COVID-19 лікарня знову відкрилася для хворих, які одужують від COVID, і пацієнтів, які лікуються від захворювань, не пов'язаних з COVID-19.
Після розробки перших вакцин проти COVID-19 у січні 2021 року іншу частину центру виставковкого центру було переналаштовано для проведення вакцинації проти COVID-19.

### Остаточне закриття
У березні 2021 року було повідмлено, що наступного місяця лікарня остаточно закриється разом з іншими лікарнями «Найтінгейл», побудованими на початку пандемії.

## Опис діяльності
Завдання лікарні полягало в лікуванні хворих, які вже були інтубовані, та знаходились на штучній вентиляції легень в інших лондонських лікарнях.
30 березня 2020 року було оголошено, що юридичну відповідальність за лікарню буде передано фонду служби охорони здоров'я Бартс, оскільки служба охорони здоров'я Англії не мала юридичних повноважень безпосередньо керувати лікарнею. Генеральним директором лікарні був Чарльз Найт, відряджений з фонду Бартс.
Лікарня була спроєктована з можливістю прийому та виписки до 150 хворих на день, при цьому повідомлялося, що необхідна кількість персоналу оцінювалась від 16 тисяч, а пізніше до 25 тисяч осіб.

## Критика
Частково через низьку заповнюваність і великі витрати для платників податків лондонська лікарня (Найтінгейл), а також інші заклади по всій країні зазнали певної критики. Критики стверджували, що лікарні були погано сплановані та були не більш ніж піар-ходом. Прихильники стверджували, що лікарні є «страховкою» від можливості того, що епідемія спричинить повне переповнення існуючих лікарень. Повідомлялося, що однією з причин, чому від цих лікарень було мало користі, було те, що існуючі медичні центри неохоче відпускали персонал для роботи в них, що є відображенням відсутності розуміння структури робочої сили в секторі охорони здоров'я.